# 上宋乡
上宋乡是中国陕西省宝鸡市扶风县下辖的一个乡。上宋乡已在2011年撤销，辖境并入绛帐镇。

## 行政区划
上宋乡下辖以下行政区：
上权村、牛蹄村、管家村、柳家村、西渠村、龙渠寺村、红卫村、凤鸣村、兴无村、中坡村、东作村、远将村。